# ナム・ジヨン
ナム・ジヨン（漢字表記:南智軟、ハングル表記:남지연、ラテン翻記:Jie-Youn Nam、女性、1983年5月25日 - ）は、韓国の元バレーボール選手。元韓国代表。

## 来歴
2003年韓国代表に初選出され、同年のワールドカップに出場した。翌年の世界最終予選では正リベロとして五輪出場権獲得に貢献した。同年のアテネ五輪に出場した。
2006年の世界選手権ではレシーバーとして出場した。2007年のアジア選手権以降は代表から離れていたが、2010年の世界選手権で復帰し、同年のアジア大会で銀メダルを獲得した。
2011年アジア選手権でベストリベロ賞に輝いた。同年11月開催のワールドカップでもベストリベロ賞を受賞した。
2012年IBK企業銀行アルトスへ移籍した。2012-13シーズンのVリーグ初優勝に大きく貢献した。
2018年に現役引退し、IBK企業銀行アルトスのコーチに就任。2020年からは広報を務める。

## 所属チーム
- GSカルテックス・ソウルKIXX（2001-2012年）
- IBK企業銀行アルトス（2012-2017年）
- 仁川興国生命ピンクスパイダーズ（2017-2018年）

## 球歴
- 三大大会
  - ワールドカップ - 2003年
  - オリンピック - 2004年、2016年
  - 世界選手権 - 2010年[3]

- その他大会
  - バレーボールアジア選手権 -  2007年、2011年、2015年
  - バレーボール・ワールドグランプリ - 2011年[4]

## 受賞歴
- 2011 アジア選手権 - ベストリベロ賞
- 2011 ワールドカップ[5] - ベストリベロ賞
- 2013 日韓Vリーグトップマッチ - MIP
- 2015年アジア選手権 - ベストリベロ